# Aulacoserica deremana
Aulacoserica deremana är en skalbaggsart som beskrevs av Moser 1918. Aulacoserica deremana ingår i släktet Aulacoserica och familjen Melolonthidae. Inga underarter finns listade.